# Simone de Wobreck

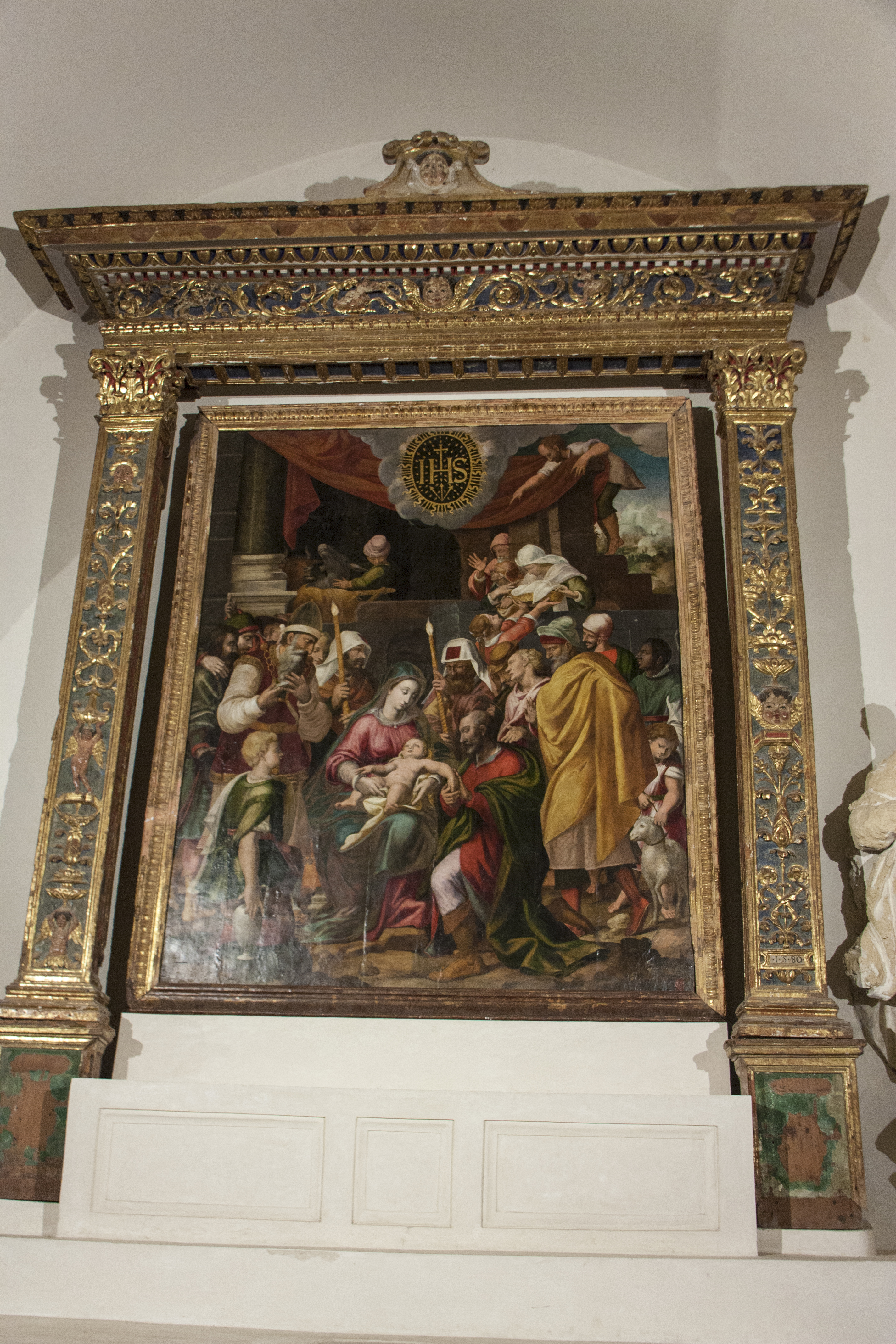
Circoncisione di Gesù presso la Chiesa di San Domenico a Castelvetrano

Simone de Wobreck (Haarlem, 1557 circa – Palermo, 1587 circa) è stato un pittore fiammingo.

## Biografia
Simone De Wobreck, nato ad Haarlem nelle Fiandre nella prima metà del XVI secolo e morto a Palermo dopo tra il 1587 e il 1597, fu un celebre pittore fiammingo.
Fu attivo in Sicilia per oltre trent'anni tanto da essere più legato alla Sicilia che alla propria terra d'origine. La sua presenza in Sicilia e a Palermo si inserisce nel quadro di un'esperienza culturale tipica degli artisti europei che venivano in Italia per perfezionare la loro cultura, attratti dalle bellezze paesaggistiche, dalla storia e dall'arte dei grandi maestri italiani.
La Sicilia di quei secoli affascinò molti pittori fiamminghi da Antoon van Dyck a Jan Gossaert detto Mabuse, Guglielmo Borremans a Mathias Stomer che giungendo a Palermo venivano a trovarsi in una capitale dell'arte molto effervescente in pieno fermento rinascimentale e successivamente barocco e tardo-barocco dove operavano oltre ad importanti pittori anche grandi scultori come i diversi esponenti delle famiglie Serpotta e Gagini ed illustri architetti come Angelo Italia e Paolo Amato.
Simone De Wobreck giunse a Palermo agli inizi del 1558 con l'incarico di realizzare una grande tela, oggi non rintracciabile, raffigurante La Cena in casa di Simone per il monastero di San Martino delle Scale. Dall'importanza della committenza si ricava De Wobreck già al momento dell'arrivo in Sicilia era conosciuto e stimato per i successi riscossi.
Negli anni successivi inizia a lavorare per il Palazzo Reale di Palermo che dopo un periodo di parziale abbandono, in quegli viene restaurato per volere del Viceré Giovanni De Vega e torna agli antichi splendori anche per merito dei successori, i Viceré Juan de la Cerda, Carlo d'Aragona Tagliavia e soprattutto Marco Antonio Colonna che si insedia a Palazzo Reale il 24 aprile 1577 dopo un trionfale ingresso in città rimanendovi fino al 1584. Per il Palazzo Reale De Wobreck consegna nel 1560 una “Pittura dell'isola di Sicilia” e successivamente restaura la Sala delle Quattro Colonna, oggi denominata Sala dei Venti, decorandola con vetrate colorate.
Riceve diversi incarichi da parte delle più importanti famiglie nobili siciliane come i Branciforte che gli commissionano un quadro ad olio raffigurante la Madonna delle Grazie con il figlio in braccio, San Francesco di Paola e Sant'Oliva. Questo quadro è da identificare con quello che si trova a Palermo, nella Galleria di Palazzo Abatellis in Sala Verde accanto ad altre due opere dello stesso Simone De Wobreck.
Successivamente si dedica ai temi sacri dipingendo nel 1562 La Pentecoste, prima installato nell'atrio del Ospedale Magno di Palermo oggi anch'esso a Palazzo Abatellis, nel 1567 il quadro raffigurante San Guglielmo per la chiesa di Sant'Agostino di Palermo dove è possibile ammirarlo tuttora e nel 1581 l'Assunzione della Vergine appartenente sempre alla Galleria di Palazzo Abatellis.
Divenendo sempre più famoso inizia ad essere chiamato a realizzare opere in diversi luoghi della Sicilia che aveva eletto a sua terra adottiva. Viene chiamato a dipingere da committenze nobili e religiose di varie zone dell'isola. Nel duomo di San Giorgio Martire di Caccamo (in provincia di Palermo) si trova il dipinto l'Andata al Calvario del 1582, un tempo collocato nella chiesa di San Francesco della stessa Caccamo; nella realizzazione di tale opera il De Wobreck si ispirò al tema trattato da Raffaello Sanzio nello Spasimo di Sicilia in quell'epoca ammirabile nell'omonima chiesa di Santa Maria dello Spasimo a Palermo ed oggi appartenente al Museo del Prado di Madrid. Il tema del Calvario si ripropone nella tavola del De Wobreck conservata nella chiesa di Santa Maria Maddalena di Ciminna.
La sua fama attrae molti giovani che intendono apprendere da lui l'arte della pittura come Giulio Mosca e Domenico Nore. Fu molto amico di Giovanni Paolo Fondulli, pittore cremonese attivo in quegli anni a Palermo e autore dell'Annunciazione che si può ammirare nella chiesa di Santa Maria di Porto Salvo a Palermo.
È del 1585 la Madonna del Rosario con i Misteri conservata nella Pinacoteca del Castello di Grifeo a Partanna, come anche l'Adorazione dei Magi ammirabile al Museo del Castello Ursino di Catania e La Flagellazione, esposto al Museo Diocesano di Palermo.
L'ultimo dipinto del De Wobreck realizzato insieme all'allievo Giulio Mosca risale al 1587 e raffigura San Sebastiano, opera custodita in una cappella presso la chiesa di Sant'Agostino a Palermo.
Muore tra il 1587 e il 1597: infatti non si hanno ulteriori notizie del De Wobreck dopo il 1587, anno della sua ultima opera che venne completata dal suo allievo Giulio Mosca; tuttavia è certo che nel 1597 fosse già morto e seppellito nella chiesa di San Marco a Palermo poiché così risulta dal testamento del medesimo allievo che chiede di essere seppellito accanto alle spoglie del suo Maestro nonché dal testamento della moglie, Maddalena De Wobreck che pure chiede di essere tumulata in San Marco.
La sua pittura si caratterizza per la luce e i colori brillanti e talvolta per la presenza di una folla di personaggi. Fu un artista rinascimentale di formazione fiamminga arricchita dal gusto italiano che trovò a Palermo il terreno fertile per la propria opera.

## Opere
- 1570-79,Lo Spasimo di Sicilia, dipinto, opera custodita nella  Chiesa di Santa Maria Maddalena (Ciminna).

- 1580, Circoncisione, dipinto, opera custodita nella chiesa di San Domenico del convento dell'Ordine dei frati predicatori di San Domenico di Guzman di Castelvetrano.
- 1580 - 1581, Madonna del Rosario ritratta fra santi, dipinto su tavola, opera proveniente dalla chiesa di San Giacomo dei Militari e custodita nella Sala Torre (esposizione provvisoria) del Museo diocesano di Palermo.
- 1586, Vergine Maria raffigurata con Sant'Agata, Sant'Oliva, Santo Stefano, San Bartolomeo, dipinto su tavola, opera documentata nella chiesa di Sant'Agata delle Scorruggie alle Mura di Palermo.[2]
- XVI secolo, Sant'Orsola e storie della sua vita, dipinto, opera proveniente dalle raccolte del museo diocesano e collocato nella cappella eponima della chiesa del Santissimo Salvatore di Palermo.[3]
- XVI secolo, Adorazione dei Magi, dipinto, opera custodita nella chiesa di San Francesco d'Assisi di Enna.
- XVI secolo, Pala d'altare, opera documentata nella chiesa del Rosario del convento dell'Ordine dei frati predicatori di San Domenico di Guzman di Isnello.
- XVI secolo, Cristo, opera documentata nella chiesa dei Santi Vito e Francesco di Monreale.